# Linia kolejowa Praha – Rudná u Prahy – Beroun
Linia kolejowa Praha – Rudná u Prahy – Beroun (Linia kolejowa nr 173 (Czechy)) – jednotorowa, regionalna i niezelektryfikowana linia kolejowa w Czechach, długości 34 kilometrów, łącząca stację Praha-Smíchov z Berounem, przez Rudná u Prahy. Przebiega przez Pragę i kraj środkowoczeski. Wybudowana w latach 1873–1897.